# Couvent de Luppach
Le couvent de Luppach est un monument historique situé à Bouxwiller, dans le département français du Haut-Rhin.

## Localisation
Ce bâtiment est situé à Bouxwiller.

## Historique
L'édifice fait l'objet d'une inscription au titre des monuments historiques depuis 1981.